# افتخار جین
افتخار جین (به کره‌ای: 영광의 재인; انگلیسی: Glory Jane) یک مجموعه تلویزیونی کره جنوبی سال ۲۰۱۱ با بازی چون جونگ میونگ، پارک مین یونگ و لی جانگ وو است، که آزمون‌های عاشقانه و حرفه‌ای یک پرستار مشتاق و دو بازیکن بیسبال که برای عشق و رویاهای خود تلاش می‌کنند را دنبال می‌کند. این سریال از ۱۲ اکتبر تا ۲۹ دسامبر ۲۰۱۱، چهارشنبه و پنجشنبه‌ها ساعت ۲۱:۵۵ (کی‌اس‌تی) از کی‌بی‌اس۲ برای ۲۴ قسمت پخش شد.

## خلاصه داستان
کیم یونگ کوانگ (چون جونگ میونگ) بازیکن دست‌دوم بیسبال است که برای تأمین هزینه‌های خانواده‌اش تلاش می‌کند. سو این وو (لی جانگ وو) رقیب همیشگی او، بازیکن دست اول بیسبال و پسر یک تاجر ثروتمند است. بعد از اینکه هر دو در یک روز مجروح شدند، سریعاً به بیمارستان منتقل می‌شوند و با پرستاری زیبا به نام یون جه این (پارک مین یونگ) دیدار می‌کنند. یونگ کوانگ و جه این به دلیل مبارزهٔ همیشگی خود با فقر، ارتباطی قوی برقرار می‌کنند، اما به زودی دسته‌ای از رازهای مربوط به گذشتهٔ جه این، رابطهٔ شکوفای آن‌ها را آزار می‌دهد. نیازی به گفتن نیست که این وو نیز به دنبال قلب اوست. آیا جه این با وجود گذشتهٔ پیچیده‌اش قادر خواهد بود که عشق را پیدا کند؟

## بازیگران

### بازیگران اصلی
- چون جونگ میونگ در نقش کیم یونگ کوانگ
  - آن دو گیو در نقش جوانی یونگ کوانگ
- پارک مین یونگ در نقش یون جه این
  - آن اون جونگ در نقش جوانی جه این
- لی جانگ وو در نقش سو این وو
  - کیم جی هون در نقش جوانی این وو
- لی جین در نقش چا هونگ جو

### بازیگران فرعی
- سون چانگ مین در نقش سو جه میونگ
- پارک سونگ وونگ در نقش سو این چول
- چوی میونگ گیل در نقش پارک گون جا
- لی کی یونگ در نقش کیم این به
- کیم یون جو در نقش کیم کیونگ جو
- نام بورا در نقش کیم جین جو
- جونگ هه سون در نقش اوه سون نیو
- کیم سون کیونگ در نقش جو ده سونگ
- لی مون-سیک در نقش هیو یونگ دو
- کیم سانگ او در نقش جو ده سونگ
- چوی سونگ کیونگ در نقش گو کیل دونگ
- آن نه سانگ در نقش یون ایل گو
- جانگ یونگ نام در نقش یو اون جو
- کیم سونگ ووک در نقش مربی چوی
- چوی ران در نقش مدیر خدمات پرستاری
- رو کیونگ جو در نقش اوه جونگ هه

## پخش بین‌المللی
- ژاپن از ۴ فوریه تا ۲۲ آوریل ۲۰۱۲ از شبکه کابلی کی‌ان‌تی‌وی پخش شد.[۲]
- فیلیپین از ۲۵ فوریه تا ۲۴ مه ۲۰۱۳ از شبکه ای‌بی‌اس-سی‌بی‌ان ساعت ۱۶ تا ۱۶:۴۵ پخش شد.
- مالزی از شبکه ۸تی‌وی پخش شد.